# Diskning

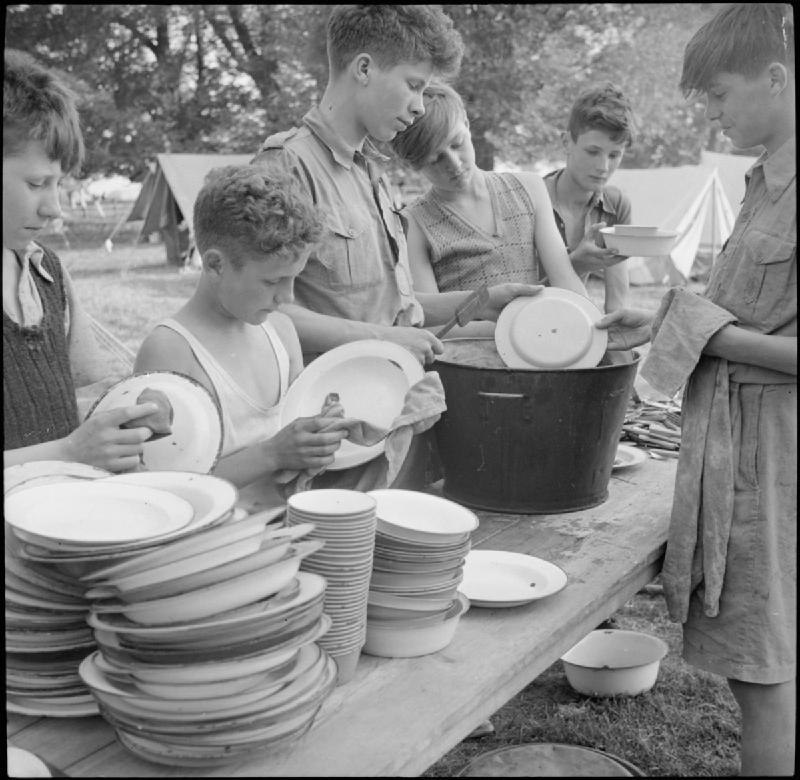
Brittiska pojkscouter diskar efter en kvällsmåltid 1943.

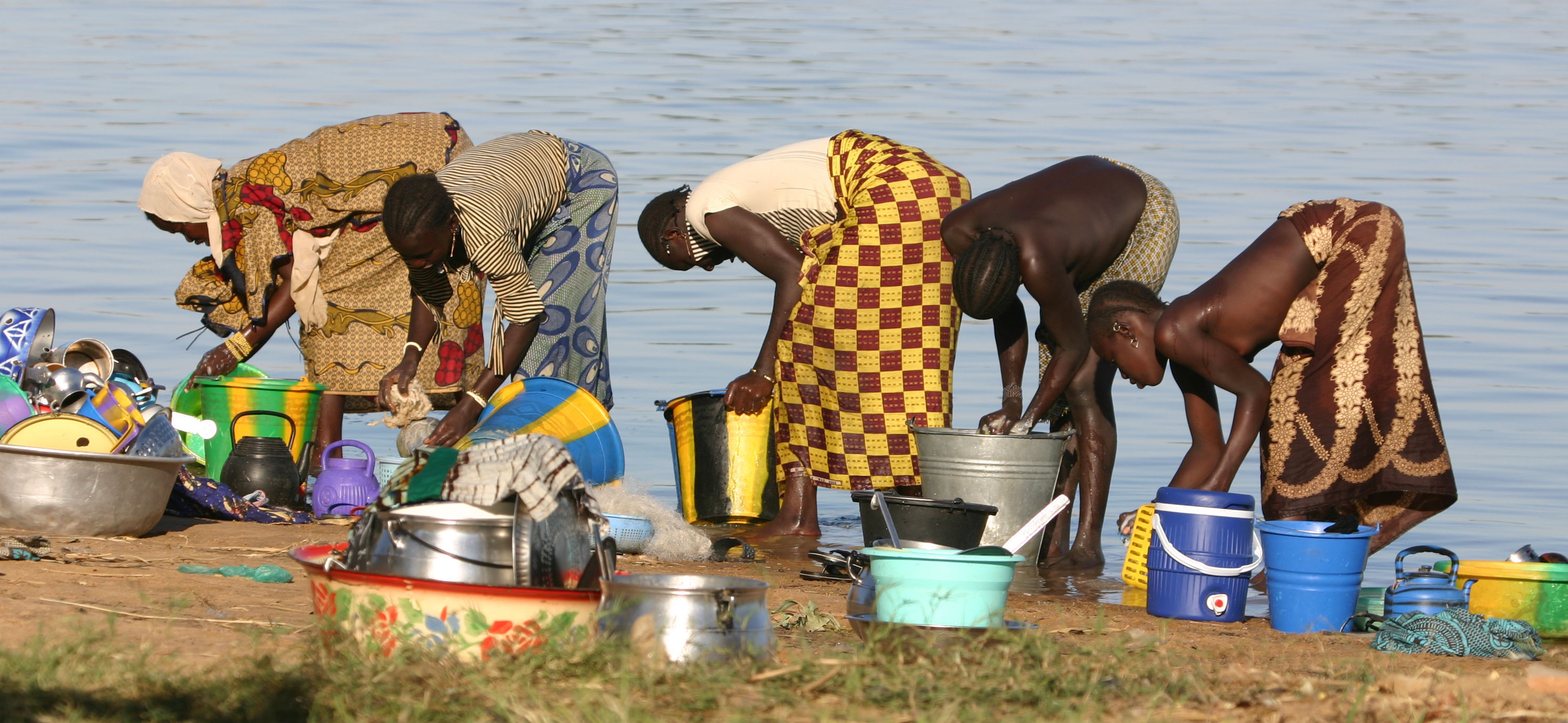
Kvinnor diskar utomhus vid floden Niger.

Diskning är rengöring av föremål som använts till matlagning och måltid, exempelvis bestick, serviser och köksredskap. Disk avser föremålen som diskas.
Även att rengöra laboratorieutrustning, mjölkmaskiner, rörledningar i livsmedelsfabriker och andra industriella miljöer kallas för att diska.

## Utrustning för diskning
I ett modernt kök finns en diskbänk med en nedsänkt diskho där man kan ägna sig åt diskning för hand. Kök kan även ha en diskmaskin, i vilken man diskar huvuddelen av diskgodset. Vissa ömtåliga husgeråd kan dock ta skada av maskindisk och handdiskas istället. I ett enklare kök eller kokvrå utan särskild diskbänk används diskbalja istället för diskho.
Under fältförhållanden, exempelvis på en fjällvandring eller i utvecklingsländer, kan diskning även ske direkt i ett vattendrag eller en vattensamling.

## Utförande

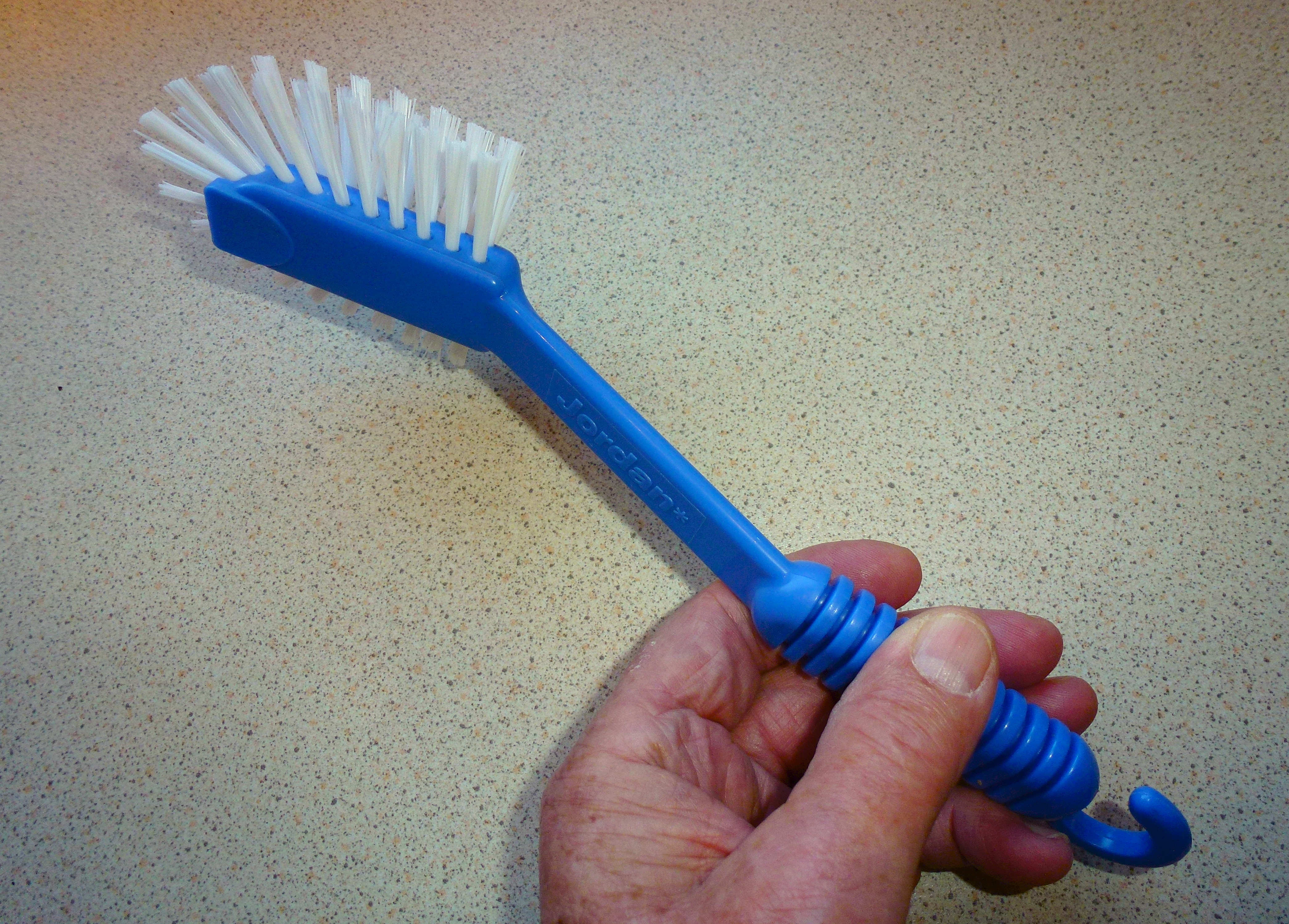
En diskborste.

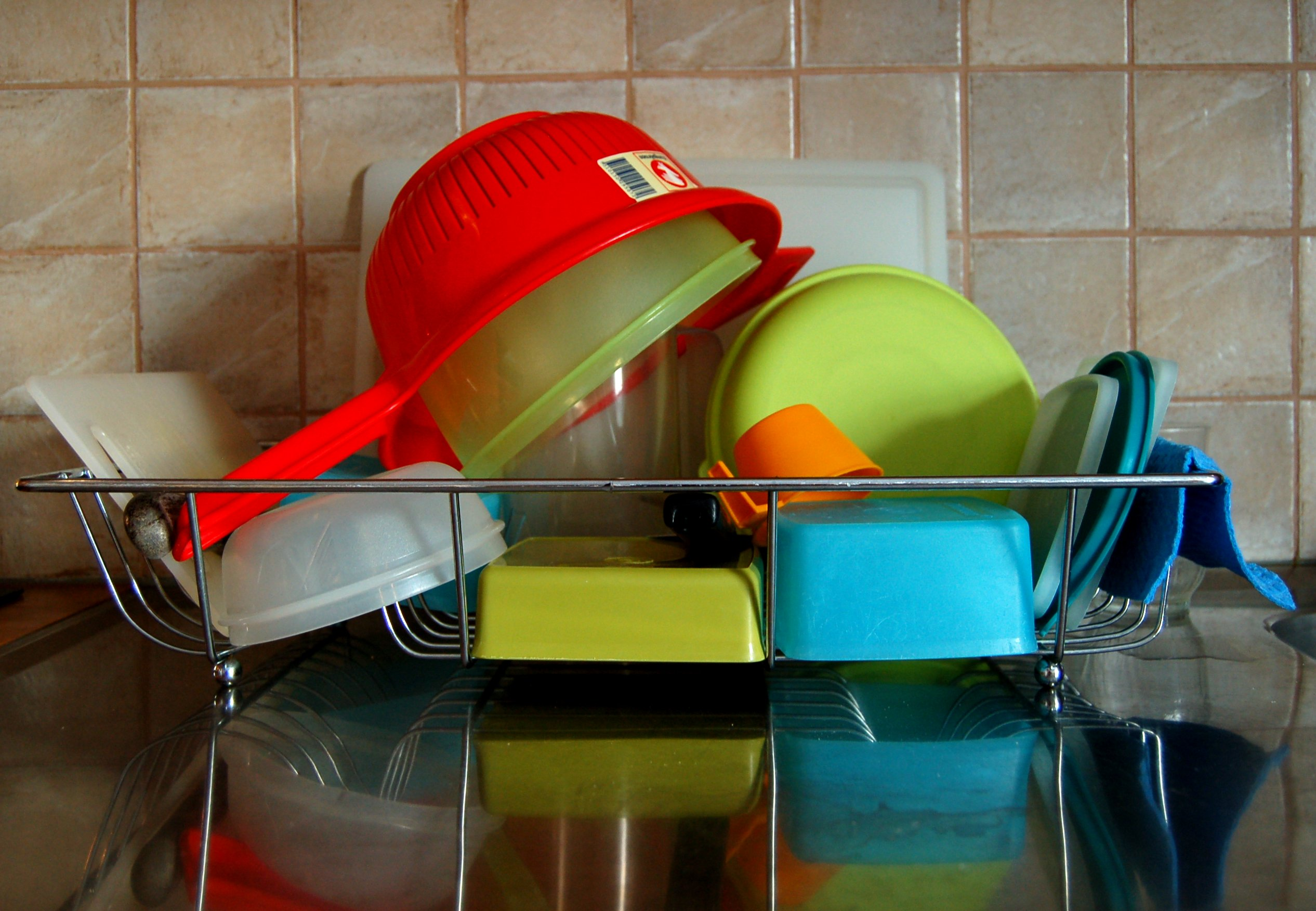
Ren disk i ett diskställ.

För att skydda händerna från uttorkning kan hushållshandskar används av den som diskar. Ett förkläde gör att man slipper bli blöt eller nedsmutsad.
Vid handdisk av husgeråd börjar man med att skrapa av matrester (matresterna kan återvinnas eller komposteras). Därefter sköljer man av allt i ljummet vatten. Sedan läggs disken i en diskho med diskpropp, eller en diskbalja, med varmt vatten och diskmedel tillsätts. Disken får ligga i blöt en kort stund för att lösa upp ytterligare matrester. Under själva diskningen rengör man disken med hjälp av en diskborste. Man kan även använda hushållssvamp och stålull (till material som inte är känsliga). När disken är ren sköljs diskmedlet av i rent vatten och disken får självtorka i ett diskställ eller särskilt torkskåp avsett för disk.
Vid maskindisk kan disken eventuellt fördiskas för hand om den är hårt nedsmutsad, sedan ställer man in den i diskmaskinen, häller i maskindiskmedel och sätter på ett diskprogram. Därefter hanterar diskmaskinen de olika diskmomenten på egen hand.
Torrdiskning är en metod för att rengöra särskilt känsliga serviser. Med hjälp av en fuktad trasa och antibakteriellt medel rengörs porslin eller glas som inte tål att diskas i vatten.